# 26e division (armée impériale japonaise)
Pour les articles homonymes, voir 26e division.
La 26e division (第26師団, Dai-nijū-roku shidan) est une unité d'infanterie de l'armée impériale japonaise. Son nom de code est Division Printemps (泉兵団, Izumi-heidan). Elle est créée le 30 septembre 1937 à partir de trois régiments d'infanterie indépendants de la 11e brigade d'infanterie indépendante et de diverses forces de réserves basées au Mandchoukouo. Elle a la distinction d'être la première division triangulaire formée au Japon.

## Histoire
Destinée initialement à devenir une force de garnison pour sécuriser le centre du Mandchoukouo, elle est attachée le 4 juillet 1938 à l'armée japonaise de garnison de Mongolie. La 26e division participe à l'offensive d'hiver 1939-40 (en). D'abord stationnée à Datong, elle est utilisée pour parer une attaque chinoise sur Xinyang le 22 décembre 1939. Plus tard, elle est envoyée soulager le siège de Baotou le 28 janvier 1940. Le 4 février 1940, elle écrase les forces chinoises près de Baotou, envahit Wuyuan et avance dans le district de Linhe. La contre-attaque chinoise provoque la bataille de Wuyuan (en) le 16 mars 1940, et la 26e division se replie sur Baotou les 30 et 31 mars 1940.
Le 18 mars 1943, la 26e brigade d'infanterie est dissoute et les régiments d'infanterie passent sous le contrôle direct du commandant de la division.
À la vue de la détérioration de la situation japonaise dans la guerre du Pacifique contre les Américains, la 26e division est transférée le 1er juillet 1944 à la 14e armée régionale basée à Manille aux Philippines. Le régiment de reconnaissance (en) est dissout car devenu inutile. La division subit de lourdes pertes (environ 7 000 tués) durant son voyage vers Manille lorsque le convoi Hi-71 (en) est attaqué par des sous-marins américains. De plus, débarquant à Ormoc le 9 novembre 1944, elle arrive en plein milieu de la bataille de la baie d'Ormoc durant laquelle des navires de transport sont forcés de partir avant d'avoir déchargé le matériel et les vivres, seulement pour être coulés sur la route du retour. La plupart des navires apportant du matériel et des renforts sont également coulés. La 26e division attaque les positions américaines lors de la « bataille de la crête Shoestring  » le 28 novembre 1944, résultant en une impasse tactique jusqu'au 5 décembre 1944 quand les forces japonaises se replient entre les rivières Palanas et Tabgas à Albuera où les défenses japonaises tiennent encore quelques jours. Le 6 décembre 1944, un bataillon de la 26e division participe à la « bataille des terrains d'aviation » avec les restes de la 16e division, mais malgré un succès initial, elles sont défaites le 9 décembre 1944. La 26e division est largement annihilée durant la bataille de Leyte le 23 décembre 1944, et tout contact avec le commandement central est perdu jusqu'à début mars 1945. Quelques soldats survivent après la capitulation du Japon du 15 août 1945 dans les montagnes de Merida et d'Isabel.